# Things Fall Apart
Things Fall Apart (Brasil: O mundo se despedaça / Portugal: Quando tudo se desmorona) é um romance de Chinua Achebe, publicado em 1958 no Reino Unido.
Primeiro romance de Achebe, a obra foi lançada dois anos antes da independência da Nigéria e seria considerado um dos livros mais importantes da literatura africana do século XX e tido como fundador da moderna literatura nigeriana. Foi traduzido em mais de quarenta línguas e vendeu milhões de cópias mundialmente.
Durante séculos, o continente africano teve obscurecida a sua história e saqueados os seus recursos naturais. Em Things Fall Apart — o primeiro de uma série de romances sobre a vida nigeriana a partir de meados do século XIX — Achebe iniciou, em ficção, a sua versão dessa história. Nesta trilogia, Achebe explora três períodos que ocorreram num século de encontros Anglo-Ibos: a chegada dos britânicos em Things Fall Apart; o período de estabelecimentos de regras coloniais, por volta da altura do nascimento do escritor, em Arrow of God; e os últimos dias do império em No Longer at Ease. Em todas estas obras, trata-se da perspectiva do protagonista Ibo.  
Escrito em inglês, floreado com padrões de fala e provérbios nigerianos, o romance, cujo título imita um verso do poema The Second Coming, de William Butler Yeats.

## Enredo
A obra reconta a história de Okonkwo, um homem da tribo ibo (sudeste da Nigéria), cujo vilarejo desintegra-se sob a influência britânica.
Okonkwo é um jovem cujo pai não deixou qualquer herança, levando-o a ter de pedir sementeiras necessárias a começar a sua carreira como agricultor. O registo exige-lhe uma conversa geral antes de Okonkwo começar o seu negócio.